# Vídua de Codrington
La vídua de Codrington (Vidua codringtoni) és un ocell de la família dels viduids (Viduidae).

## Hàbitat i distribució
Habita la sabana humida, localment a Zàmbia, sud-oest de Tanzània, Malawi i Zimbabwe.